# Росанж
Росанж (фр. Rossenges) — громада  в Швейцарії в кантоні Во, округ Бруа-Вюлі.

## Географія
Громада розташована на відстані близько 65 км на південний захід від Берна, 18 км на північний схід від Лозанни.
Росанж має площу 1,1 км², з яких на 4,7% дозволяється будівництво (житлове та будівництво доріг), 91,5% використовуються в сільськогосподарських цілях, 3,8% зайнято лісами, 0% не є продуктивними (річки, льодовики або гори).

## Демографія
2019 року в громаді мешкало 84 особи (+52,7% порівняно з 2010 роком), іноземців було 21,4%. Густота населення становила 78 осіб/км².
За віковим діапазоном населення розподілялося таким чином: 21,4% — особи молодші 20 років, 63,1% — особи у віці 20—64 років, 15,5% — особи у віці 65 років та старші. Було 36 помешкань (у середньому 2,3 особи в помешканні).
Із загальної кількості 11 працюючих 6 було зайнятих в первинному секторі, 0 — в обробній промисловості, 5 — в галузі послуг.